# Prevenirea incendiilor

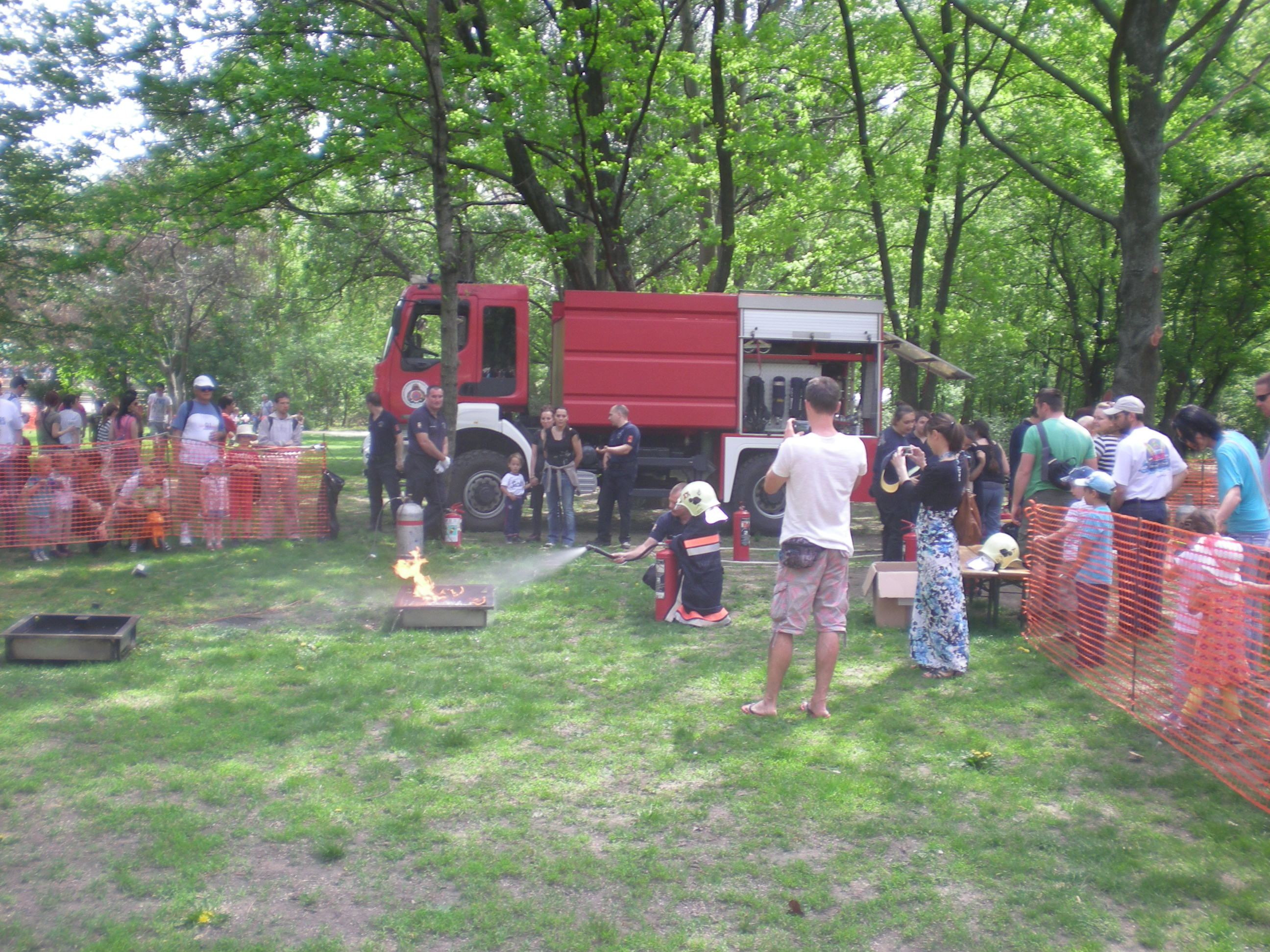
Pompierii explică persoanelor participante modul cum să folosească corect un stingător

Prevenirea incendiilor este o activitate a multor departamente de pompieri în lume. Scopul prevenirii incendiilor este de a educa publicul să ia măsuri de prevenire a incendiile care este cauza potențială a mai multor pagube materiale și umane și de a fi educată populația pentru a supraviețui. 
Prevenirea incendiilor reprezintă totalitatea acțiunilor de împiedicare a inițierii și propagării incendiilor, de asigurare a condițiilor pentru salvarea persoanelor și bunurilor și de asigurare a securității echipelor de intervenție.
Multe departamente de pompieri au unul sau mai multe persoane care se ocupă de prevenire incendiilor, care pot fi de asemenea, o sarcină de rutină a acestora.

## Publicul țintă și cei expuși riscului
Copiii
Copiii sunt o țintă majoră a cunoștințelor privind prevenirea incendiilor. Pompierii vor face controale în unitățile de învățământ și îi vor învăța pe elevi noțiuni de bază privind protecția împotriva incendiilor inclusiv cum să se evacueze dintr-o clădire în cazul unui incendiu și cum să prevină incendiile și explicând copiilor activități periculoase, cum ar fi jocul cu chibrituri. Deși focul poate fi o sursă de fascinație pentru copiii mici, potențialul de accidente este mare. Prevenirea incendiilor în aceste unități are ca scop printre altele, să-i învețe pe copii să nu se joace cu focul, pentru a nu provoca accidental un eveniment.
Persoane în vârstă și cu dizabilități
Persoanele în vârstă și persoanele cu dizabilități sunt potențial expuse unui risc mai mare în situații de urgență, ca urmare a mobilității reduse sau a dizabilității intelectuale cauzate de vârstă. Activitatea de prevenire a incendiilor implică adesea asigurarea faptului că aceste unități au un plan clar definit de ceea ce trebuie să facă în cazul unei situații de urgențe și personalul știu cum să realizeze evacuarea acestora în asemenea situații.
Persoanele în vârstă sunt considerate de către Administrația de pompieri din Statele Unite ale Americii sunt aceia care au vârsta de 65 de ani și mai mult și cei care au deficiențe mentale și fizice, deoarece sunt sub influența medicamentelor, alcoolului, unii fumători, sunt câțiva dintre factorii de risc care îi fac pe aceștia mai vulnerabili la rănirea prin deces în cazul unui incendiu.

## În România

### Termenii și expresii
- aviz de securitate la incendiu - actul emis, în baza legii, de inspectoratul pentru situații de urgență județean sau al municipiului București, după verificarea de conformitate cu prevederile reglementărilor tehnice în vigoare a măsurilor de apărare împotriva incendiilor, adoptate în documentațiile tehnice de proiectare, pentru îndeplinirea cerinței esențiale - securitate la incendiu - a construcțiilor, instalațiilor și altor amenajări;
- autorizație de securitate la incendiu este actul administrativ emis, în baza legii, de inspectoratul pentru situații de urgență județean sau al municipiului București, prin care se certifică, în urma verificărilor în teren și a documentelor privind realizarea măsurilor de apărare împotriva incendiilor, îndeplinirea cerinței esențiale - securitate la incendiu la construcții, instalații tehnologice și alte amenajări;

Apărarea împotriva incendiilor constituie o activitate de interes public, național, cu caracter permanent, la care trebuie să participe autoritățile administrației publice centrale și locale, precum și toate persoanele fizice și juridice aflate pe teritoriul țării.
Scopurile activității de prevenire sunt
- asigurarea respectării prevederilor actelor normative si a celorlalte reglementari privind apărarea împotriva incendiilor;
- identificarea, evaluarea si analiza pericolelor potențiale și a consecințelor pe care le presupun pentru viața oamenilor, mediu si bunuri materiale;
- conștientizarea riscurilor prin schimbul reciproc de informații între personalul care executa controlul de prevenire, factorii de decizie, personalul angajat si alte persoane interesate si/sau implicate;
- informarea populației privind pericolele potențiale de risc, inclusiv în locuințe si gospodarii, si modul de comportare în caz de incendiu.

Principalele forme ale activității de prevenire
- reglementarea, avizarea, autorizarea, acordul, controlul, asistenta tehnica de specialitate, informarea preventiva a autorităților, factorilor implicați si a populației, precum si pregătirea acestora pentru situații de urgenta, auditul de supraveghere a persoanelor fizice si juridice atestate, constatarea si sancționarea încălcărilor prevederilor legale.
- supravegherea pieței, precum si recunoașterea si desemnarea organismelor pentru atestarea conformității produselor cu rol în satisfacerea cerinței securitate la incendiu sunt forme ale activității de prevenire care se executa prin structuri specializate, la nivel național.
- controlul activității centrelor de evaluare si certificare a competentei personalului care desfășurarea activități în domeniu se face de către Inspecția de Prevenire si, după caz, de inspecțiile județene, în condițiile legii[4].

Structuri de prevenire
În cadrul autorităților administrației publice centrale și locale, instituțiilor publice și operatorilor economici, în funcție de nivelul riscului de incendiu și de specificul activității sunt constituie, după caz, următoarele structuri:  
- compartiment de prevenire a incendiilor, compus din două sau mai multe cadre tehnic p.s.i. sau personal de specialitate cu atribuții în domeniul p.s.i.
- cadru tehnic p.s.i. sau personal de specialitate cu atribuții în domeniul p.s.i., numit exclusiv pentru această activitate, conform legii
- serviciu public voluntar sau privat pentru  situații de urgență.

La nivelul unității administrativ-teritoriale, cadru tehnic p.s.i. se desemnează de către consiliul local. Activitățile de prevenire a incendiilor se desfășoară de către personalul din compartimentul de prevenire din cadrul  serviciului voluntar pentru situații de urgență, pe baza regulamentului elaborat de către Inspectoratul General pentru Situații de Urgență  și aprobat prin ordin al ministrului administrației și internelor.
Articol principal : Servicii de urgență voluntare
Instruirea salariaților
Instruirea salariaților în domeniul situațiilor de urgență se realizează prin instructaje și prin participarea la cursuri, aplicații, exerciții practice și antrenamente, în funcție de tipurile de risc specifice. Această activitate se face la angajare precum și periodic și se realizează prin următoarele categorii de instructaje.:
- instructajul introductiv general;
- instructajul specific locului de muncă;
- instructajul periodic;
- instructajul pe schimb, acolo unde situația o impune;
- instructajul special pentru lucrări periculoase;
- instructajul la recalificarea profesională;
- instructajul pentru personalul din afara operatorului economic sau a instituție.

## Inspecții de prevenire a incendiilor
Multe departamente de pompieri au structuri de prevenire a incendiilor sau persoane care se ocupă de această activitate, care este o sarcină de rutină a acestora.
Acestea constau din persoane sau grupuri de pompieri care efectuează inspecții ale clădirilor pentru a se asigura că se respectă prevederile legale referitoare la prevenirea incendiilor. Controalele cuprind unități de învățământ, cămine de copii și bătrâni ocazie cu care se fac prezentări de materiale privind  prevenirea incendiilor și se verifică dacă personalul știe ce are de făcut în cazul în caz de incendiu.  
Cadrele militare de prevenire a incendiilor pot primii vizitatori în cadrul subunității de pompieri ocazie cu care se prezintă tehnica de intervenție.

## Săptămâna Prevenirii Incendiilor
Săptămâna Prevenirii Incendiilor este organizat în Statele Unite în luna octombrie, perioada 4-10.10.2009.
- Tema: „Nu te juca cu focul! Acesta  arde.”